# 参谋部
參謀部或稱參謀本部，為現代軍隊中提供人事行政、軍事情報、軍事訓練、後勤補給、主計／預財、政戰與計劃的幕僚部門。
十八世纪晚期以前，上述功能全部由軍隊統帥管理，但法國大革命後出現徵兵制，大量軍隊的管理使統帥的職責十分沉重。在1795年，路易-亞歷山大·貝爾蒂埃將軍率先創立了參謀系統。一年後，拿破崙接管改制軍隊。從此以後，總參謀部成為法軍的正式組織，並隨拿破崙戰爭走遍歐洲。

## 普魯士系統
在拿破崙戰爭期間，普魯士名將如格哈德·馮·沙恩霍斯特、奧古斯特·馮·格奈森瑙等人發現總參謀部的優點後加以推廣。

自1806年起，普魯士軍隊開始建立訓練專業中級參謀的系統。1814年，普魯士軍隊正式建立了中央一級的總參謀部和各軍級與師級的參謀部。
普魯士系統已為當代各國軍隊所使用。1910年代，第一次世界大戰期間，其編組統由「最高陸軍指揮部」負責。

## 清朝系统
1909年，清朝末期效仿德国，建立军谘府。下设总务厅，置军咨使二人，以副、协都统或正参领充任。1910年清朝改制，撤销军机处，成立内阁，但不再管理军事事务，转由军咨府负责。

## 美國參謀長聯席會議
- G-1 人事
- G-2 情報
- G-3 計劃、作戰與訓練
- G-4 後勤、補給、軍需、軍工（兵工、技術）與運輸
- G-5 國際合作（英语：Military diplomacy）與公共關係
- G-6 通信與信息處理
- G-7 聯合行動 更多編號為J-7
- G-8 資源管理

注：美國海軍使用N，低級别使用S